# Institution Alphonse le Magnanime
L'Institution Alphonse le Magnanime (Institució Alfons el Magnànim en catalan ou Instituto Alfonso el Magnánimo en castillan) est une entité liée au Conseil supérieur de la recherche scientifique espagnol fondée par la députation provinciale de Valence en 1948, dans le but de centraliser et renforcer les études culturelles et scientifiques de la région.

## Présidents
- Manuel Girona Rubio (1980)
- Andrés Amorós (1998)
- Alfonso Rus Terol (?)
- Vicent Ribes (janvier 2014)[2]
- Vicent Flor (décembre 2015)[2]

### Bibliogrgaphie
- (ca) Santi Cortés Carreres (préf. Josep Benet), València sota el règim franquista (1939-1951) : Instrumentalització, repressió i resistència cultural, Valence / Barcelone, Institut de filologia valenciana / Publicacions de l'Abadia de Montserrat, coll. « Biblioteca Sanchis Guarner », 1995, 378 p. (ISBN 84-7826-599-6), p. 255-260